# كارول بالارد
كارول بالارد (بالإنجليزية: Carroll Ballard)‏ هو مصور سينمائي ومشغل كاميرا ومخرج أمريكي، ولد في 14 أكتوبر 1937 في لوس أنجلوس في الولايات المتحدة.

## وصلات خارجية
- كارول بالارد على موقع IMDb (الإنجليزية)
- كارول بالارد على موقع ألو سيني (الفرنسية)
- كارول بالارد على موقع أول موفي (الإنجليزية)
- كارول بالارد على موقع قاعدة بيانات الأفلام السويدية (السويدية)
- كارول بالارد على موقع إن إن دي بي (الإنجليزية)
- كارول بالارد على موقع قاعدة بيانات الفيلم (الإنجليزية)
- كارول بالارد على موقع كينوبويسك (الروسية)